# U.F.Orb
U.F.Orb — второй студийный альбом британской электронной группы The Orb, изданный 6 июля 1992 года как их последняя работа с лейблом Big Life. После выхода альбом достиг № 1 в чарте альбомов Великобритании UK Albums Chart. Музыкальная база данных AllMusic назвала его «коммерческим и художественным пиком движения эмбиент-хаус».

## История
Участник Orb Крис Уэстон объединил свой технический и творческий опыт с эмбиентом Алекса Патерсона под влиянием Эно в U.F.Orb, создав «ритмы драм-энд-бейс» с «бархатными клавишными» и «пульсирующими синтезаторными линиями».
U.F.Orb достиг первого места в чарте альбомов Великобритании, что шокировало критиков, которые были удивлены тем, что фанаты приняли то, что журналисты считали прогрессивным роком. Под сильным влиянием The Orb и U.F.Orb в частности, появилось множество трип-хоп групп, подражающих «чил-аут чертежу» The Orb. U.F.Orb выражает увлечение The Orb инопланетной жизнью в своих причудливых звуковых сэмплах и в самом названии альбома. Сингл альбома, «Blue Room», сам по себе является отсылкой к предполагаемой Голубой комнате базы ВВС Райт-Паттерсон, которая была исследована как возможное помещение для хранения улик НЛО.
1 октября 2007 года альбом был переиздан на двух компакт-дисках в рамках «Коллекционной серии» Universal Music. Все треки были ремастированы, а релиз совпал с 15-летием выхода альбома. Второй диск включает ремиксы на синглы, выпущенные в период выхода оригинального альбома.

## Отзывы
| Оценки критиков               | Оценки критиков |
| Источник                      | Оценка          |
| ----------------------------- | --------------- |
| AllMusic                      | [ 3 ]           |
| Encyclopedia of Popular Music | [ 9 ]           |
| Entertainment Weekly          | A               |
| NME                           | 9/10            |
| Record Collector              | [ 12 ]          |
| The Rolling Stone Album Guide | [ 13 ]          |
| Select                        | 5/5             |
| Spin Alternative Record Guide | 9/10            |
| Uncut                         | [ 16 ]          |
| The Village Voice             | B−              |

U.F.Orb получил положительные отзывы от музыкальных критиков.
Джон Буш из AllMusic отметил, что «Являясь коммерческой и художественной вершиной движения эмбиент-хаус, U.F.Orb превосходит дебютный альбом, на котором больше периодов свободной атмосферы и меньше опоры на стандартный ритм 4/4. Начиная со вступительной „O.O.B.E.“ и заканчивая бас-гитарой „Blue Room“ и „Towers of Dub“, поток становится более естественным и простирается дальше, чем многие ожидали».

## Список композиций
| №  | Название  | Автор(ы)                                    | Длительность |
| -- | --------- | ------------------------------------------- | ------------ |
| 1. | «O.O.B.E» | Alex Paterson, Kris Weston, Thomas Fehlmann | 12:51        |
| 2. | «U.F.Orb» | Paterson, Weston                            | 6:08         |

| №  | Название    | Автор(ы)                                                                         | Длительность |
| -- | ----------- | -------------------------------------------------------------------------------- | ------------ |
| 1. | «Blue Room» | Paterson, Weston, Miquette Giraudy, Steve Hillage, John Joseph Ward, Neil Fraser | 17:34        |

| №  | Название        | Автор(ы)                   | Длительность |
| -- | --------------- | -------------------------- | ------------ |
| 1. | «Towers of Dub» | Paterson, Weston, Fehlmann | 14:58        |

| №                   | Название            | Автор(ы)                                       | Длительность |
| ------------------- | ------------------- | ---------------------------------------------- | ------------ |
| 1.                  | «Close Encounters»  | Paterson, Weston, Orde Meikle, Stuart McMillan | 10:27        |
| 2.                  | «Majestic»          | Paterson, Weston, Martin Glover                | 11:06        |
| 3.                  | «Sticky End»        | Paterson, Weston                               | 0:49         |
| Общая длительность: | Общая длительность: | Общая длительность:                            | 1:13:55      |

### Американское издание 1992 года на двойном CD
| №  | Название           | Автор(ы)                                         | Длительность |
| -- | ------------------ | ------------------------------------------------ | ------------ |
| 1. | «O.O.B.E»          | Paterson, Weston, Fehlmann                       | 12:51        |
| 2. | «U.F.Orb»          | Paterson, Weston                                 | 6:08         |
| 3. | «Blue Room»        | Paterson, Weston, Giraudy, Hillage, Ward, Fraser | 17:34        |
| 4. | «Towers of Dub»    | Paterson, Weston, Fehlmann                       | 15:00        |
| 5. | «Close Encounters» | Paterson, Weston, Meikle, McMillan               | 10:27        |
| 6. | «Majestic»         | Paterson, Weston, Glover                         | 11:06        |
| 7. | «Sticky End»       | Paterson, Weston                                 | 0:49         |

| №                   | Название                              | Автор(ы)                                         | Длительность |
| ------------------- | ------------------------------------- | ------------------------------------------------ | ------------ |
| 1.                  | «Blue Room» (Edit)                    | Paterson, Weston, Giraudy, Hillage, Ward, Fraser | 3:09         |
| 2.                  | «Blue Room» (Remix)                   | Paterson, Weston, Giraudy, Hillage, Ward, Fraser | 7:37         |
| 3.                  | «Assassin» (The Oasis of Rhythms Mix) | Paterson, Weston, Lewis Keogh                    | 15:14        |
| 4.                  | «Blue Room» (Full Length)             | Paterson, Weston, Giraudy, Hillage, Ward, Fraser | 40:00        |
| Общая длительность: | Общая длительность:                   | Общая длительность:                              | 2:19:55      |

### Издание к 15-летнему юбилею (2007)
| №  | Название           | Автор(ы)                                         | Длительность |
| -- | ------------------ | ------------------------------------------------ | ------------ |
| 1. | «O.O.B.E»          | Paterson, Weston, Fehlmann                       | 12:51        |
| 2. | «U.F.Orb»          | Paterson, Weston                                 | 6:08         |
| 3. | «Blue Room»        | Paterson, Weston, Giraudy, Hillage, Ward, Fraser | 17:34        |
| 4. | «Towers of Dub»    | Paterson, Weston, Fehlmann                       | 15:00        |
| 5. | «Close Encounters» | Paterson, Weston, Meikle, McMillan               | 10:27        |
| 6. | «Majestic»         | Paterson, Weston, Glover                         | 11:06        |
| 7. | «Sticky End»       | Paterson, Weston                                 | 0:49         |

| №                   | Название                                   | Автор(ы)                                         | Длительность |
| ------------------- | ------------------------------------------ | ------------------------------------------------ | ------------ |
| 1.                  | «O.O.B.E» (Andy Hughes Mix)                | Paterson, Weston, Fehlmann                       | 11:58        |
| 2.                  | «Towers of Dub» (Ambient Mix)              | Paterson, Weston, Fehlmann                       | 10:14        |
| 3.                  | «Blue Room» (Ambient at Mark Angelo's Mix) | Paterson, Weston, Giraudy, Hillage, Ward, Fraser | 8:57         |
| 4.                  | «Close Encounters» (Ambient Mix 1)         | Paterson, Weston, Meikle, McMillan               | 12:49        |
| 5.                  | «Majestic» (Mix 1)                         | Paterson, Weston, Glover                         | 11:52        |
| 6.                  | «Assassin» (Chocolate Hills of Bohol Mix)  | Paterson, Weston, Keogh                          | 11:06        |
| Общая длительность: | Общая длительность:                        | Общая длительность:                              | 2:24:22      |

## Чарты
Альбом одну неделю пробыл на первом месте британского хит-парада.
| Чарт (1992)                            | Высшая позиция |
| -------------------------------------- | -------------- |
| Великобритания (UK Albums Chart)       | 1              |
| Великобритания (UK Dance Albums Chart) | 1              |